# Tracfin
Tracfin (Traitement du renseignement et action contre les circuits financiers clandestins) - Prelucrarea informațiilor și acțiunea împotriva circuitelor financiare clandestine - este un organism specializat în lupta contra spălării banilor murdari din Franța.
Datorită legii emise la 12 iulie 1990, care în fapt înlătura secretul bancar, angajații instituțiilor financiare (bănci, societăți specializate, mutuale, societăți bursiere, brokeri etc.) sunt obligați să completeze o așa-numită „declarație de suspiciune”.
De fiecare dată când li se pare că fondurile care le parvin ar proveni din trafic de droguri sau alte activități ale organizațiilor mafiote, ei sunt obligați să sesizeze Tracfin.
În anii scurși de la înființarea acestui organism, el și-a creat o rețea de colaboratori de încredere în lumea financiară.
Tracfin, care are ca angajați doar 35 de funcționari, a verificat în anul 1999 proveniența a 750 de milioane de franci francezi.
În cele din urmă, Tracfin poate căpăta sprijinul organelor de control specializate, gen Garda Financiară.
Informațiile culese de pe teren, supravegherile fizice, ascultările telefonice și perchezițiile sunt absolut necesare, în unele cazuri, unei activități eficiente a Tracfin, motiv pentru care colaborarea sa cu serviciile speciale din alte țări este indispensabilă.
În anul 2000, Tracfin a fost implicat în cercetarea transferurilor de bani din conturile Bancorex către Adrian Costea, în Franța, bani care ajungeau în final în conturile din străinătate ale unor importanți membri PDSR.